# 理查德·P·埃弗谢德
理查德·P·埃弗谢德（1956年7月25日—）是一位英国生物地球化学家，毕业于诺丁汉特伦特大学，现为布里斯托尔大学教授，2010年当选皇家学会院士。